# Helmuth Plessner

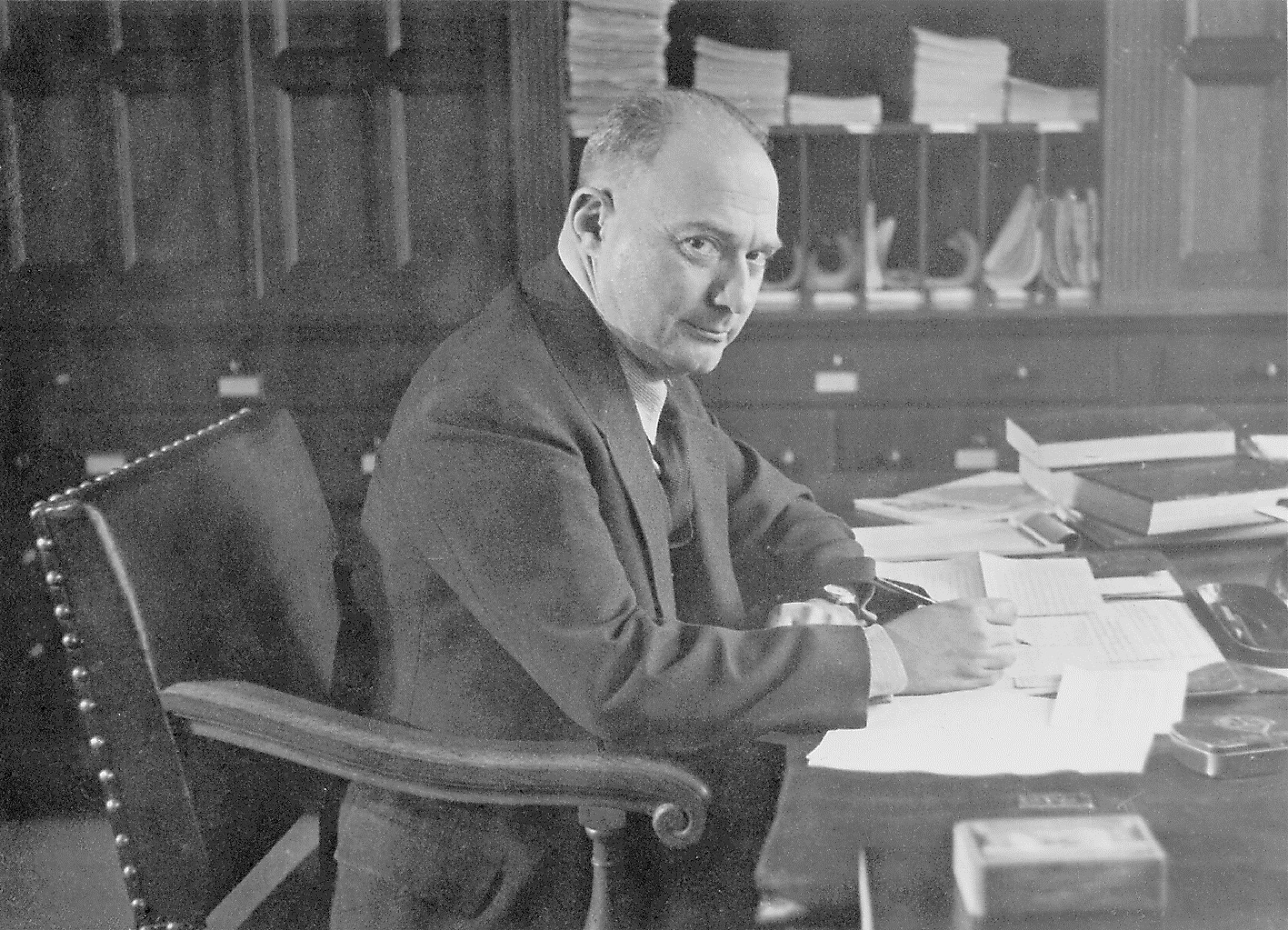
Helmuth Plessner in Groningen (1939)

Helmuth Karl Otto Gustav Bernhard Plessner (Wiesbaden, 4 september 1892 – Göttingen, 12 juni 1985) was een Duitse filosoof en socioloog. Hij had eigen neokantiaanse, fenomenologische en levensfilosofische ideeën.
Hij emigreerde in 1933-34 toen Adolf Hitler aan de macht kwam naar Groningen en schreef een belangrijk boek over zijn kijk op het nationaalsocialisme.
Ook was hij hoogleraar en ontving hij verscheidene eredoctoraten waaronder in 1964 een eredoctoraat aan de Rijksuniversiteit Groningen.

## Leven
Helmuth Plessner was het enige kind van Fedor Plessner en Elisabeth Eschmann. Zijn ouders leidden een particulier sanatorium voor zenuwzieken in Wiesbaden; dit werd vanaf ongeveer 1900 een kosmopolitisch kuuroord. Helmuths vader was joods en bekeerde zich tot het lutheranisme. Hij bezocht het gymnasium en studeerde medicijnen. Deze studie maakte hij echter niet af want hij ging ineens biologie studeren, een studie die hij wel afmaakte.
In die tijd had hij al veel interesse voor filosofie en sociologie. Doordat hij een studie over filosofie publiceerde kreeg hij toegang tot de gesprekskring van Max Weber. Daardoor leerde hij ook nog vele andere beroemdheden kennen. In de Eerste Wereldoorlog wilde hij zich aanmelden voor het Duitse leger, maar hij werd geweigerd vanwege een zwakke rechterarm. Plessner besloot zijn studie voort te zetten in de filosofie.
Filosoof en socioloog Max Scheler probeerde Plessner onbelangrijk te houden, omdat hij hem als een bedreiging zag voor zijn baan als hoogleraar filosofie en sociologie in Keulen. Daarnaast stonden filosofen als Heidegger met hun boeken (Sein und Zeit) veel meer in de belangstelling. Zij overschaduwden het werk van Plessner. Dit gebeurde rond 1928. Tijdens de Weimarrepubliek (1919-1933) keerde hij zich tegen de radicale ideologieën van links en rechts.
Helmuth Plessner wilde onder andere het probleem van de scheiding tussen lichaam en geest oplossen. Volgens hem is een mens tegelijk binnen en buiten zichzelf, je bent en je hebt een lichaam. Dit noemde hij excentriciteit.
Toen Hitler in 1933 aan de macht kwam, betekende dit voor Plessner dat hij geen colleges meer mocht geven. Hij werd als 'half-jood' verwijderd van de universiteit van Keulen, waar hij op het punt stond hoogleraar te worden. Helmuth besloot te emigreren naar Nederland, waar de psycholoog Buytendijk al langer tot zijn vrienden behoorde. Hij werd eerst privaatdocent aan de universiteit en later hoogleraar sociologie aan het Sociologisch Instituut Groningen, dat speciaal voor hem opgericht was. Financieel had hij het echter nog steeds niet zo breed.
Nu kon hij wel goed als buitenstaander colleges geven over de politieke situatie in Duitsland, daar schreef hij ook een boek over dat later in Duitsland een groot succes zou worden, “Die verspätete Nation. Über die politische Verführbarkeit bürgerlichen Geistes”. Hierin analyseert Plessner waarom Duitsland als 'te laat ontstane natie' vatbaar was voor het fascisme.
In mei 1940 viel Duitsland Nederland binnen. In het begin betekende de Duitse bezetting nog niet zoveel voor Plessner. In 1943 werd hij vanwege zijn joodse wortels echter weer ontslagen. Er begon een nomadisch leven langs verschillende adressen in Utrecht en Amsterdam. Hierbij werd hij gesteund door het studentenverzet. Na de oorlog werd hij weer hoogleraar (dit keer in de filosofie) in Groningen. Maar hij kreeg heimwee en zocht weer een baan in Duitsland. In 1951 werd hij benoemd tot hoogleraar sociologie aan de Universiteit van Göttingen. Dit ambt zou hij tot 1962 blijven vervullen, een tijd waarin hij ook allerlei bestuursfuncties bekleedde.
Hij bekleedde ook nog een jaar de Theodor Heuss-leerstoel te New York en bleef veel contact met Nederland houden. In 1963 verhuisde hij naar Zürich en schreef tot op hoge leeftijd boeken. In 1973 ging hij weer terug naar Göttingen. Daar bleef hij wonen totdat hij op 92-jarige leeftijd, in 1985, overleed.

## Filosofie
Plessner heeft een essentiële bijdrage geleverd aan de wijsgerige antropologie, de politieke filosofie en de sociologie. Hij ontwikkelde een filosofische biologie en antropologie die neerkomt op een schriftverklaring van de natuur. In Die Stufen des Organischen und der Mensch (1928), een van de hoofdwerken van de wijsgerige antropologie, beschrijft Plessner de mens als een wezen dat gekarakteriseerd wordt door zijn excentrische positie. De mens valt niet samen met zijn lichaam, maar kijkt als het ware over zijn eigen schouder mee naar wat hij doet. Mensen zijn en hebben een lichaam, door Plessner aangeduid met het onderscheid tussen Leib sein en Körper haben. Deze tweespalt maakt dat de mens een vreemdeling is van zichzelf. Hij is niet thuis in de gegeven natuur, zoals het dier, maar moet zelf zijn leven en omgeving vorm geven. Op zoek naar een fundament stort de mens zich in de religie, of in een ideologie zoals het communisme, maar ook die kunnen hem geen vaste grond verschaffen. Of zoals de Duitse Helmut Lethen zegt: 'De mens moet zelf zijn vorm zoeken, de beperkingen in zijn leven moet hij betekenis geven in plaats van ze als een defect te zien.'
Volgens de Groningse filosoof en hoogleraar Lolle Nauta, zelf na de oorlog student bij Plessner, komt Plessner in Die verspätete Nation (1959) terug op zijn aanvankelijk nogal conservatieve en antidemocratische ideeën en beargumenteert hij dan juist dat het tekort aan democratische traditie de oorzaak is voor de opkomst van fascisme. Nauta: 'De democratie is een geheel van praktijken, zoals de scheiding der machten en de vrijheid van meningsuiting. Met alleen de invoering van stemrecht ben je er nog niet. In Duitsland was die democratische traditie er nauwelijks, het duurde dan ook lang voordat het een echte staat kon worden.'
Hier komen Plessners antropologie en politieke filosofie bij elkaar: zoals de dubbele verhouding van de mens tot zijn lichaam is er ook een dubbele verhouding tot de staat, die van de 'Gemeinschaft' (gemeenschap) en die van de 'Gesellschaft' (maatschappij). Het een kan niet zonder het ander, de instituties van de maatschappij moeten de voorwaarden scheppen voor de ontplooiing van de individuen, maar die instituties werken niet zonder een gevoel van verbondenheid.

## Werken
- Die wissenschaftliche Idee, ein Entwurf über ihre Form (Heidelberg: Winter, 1913). [Gesammelte Schriften, Bd. 1.]
- Krisis der transzendentalen Wahrheit im Anfang (Heidelberg: Winter, 1918). [Gesammelte Schriften, Bd. 1.]
- Untersuchungen zu einer Kritik der philosophischen Urteilskraft (1920). Erstveröffentlichung in: Gesammelte Schriften, Bd. 2.
- Die Einheit der Sinne. Grundlinien einer Ästhesiologie des Geistes (Bonn: Cohen, 1923. Bonn: Bouvier, 1965, 2. Auflage). [Gesammelte Schriften, Bd. 3.]
- Grenzen der Gemeinschaft. Eine Kritik des sozialen Radikalismus (Bonn: Cohen: 1924. Bonn: Bouvier, 1972, 2. Auflage). [Gesammelte Schriften, Bd. 4.]
- Die Stufen des Organischen und der Mensch. Einleitung in die philosophische Anthropologie (Berlin: De Gruyter, 1928. 3. Auflage 1975). [Gesammelte Schriften, Bd. 5.]
- Macht und menschliche Natur. Ein Versuch zur Anthropologie der geschichtlichen Weltansicht (Berlin: Junker & Dünnhaupt, 1931 [Fachschriften zur Politik und staatsbürgerlichen Erziehung. Nr. 3.]) Auch in: Zwischen Philosophie und Gesellschaft (Bern/München: Francke, 1953). [Gesammelte Schriften, Bd. 5.]
- Das Schicksal des deutschen Geistes im Ausgang seiner bürgerlichen Epoche (Zürich/Leipzig: Niehans, 1935. Stuttgart: Kohlhammer, 1969, 5. Auflage. [Seit der 2. Auflage 1959 unter dem Obertitel: Die verspätete Nation]. Frankfurt am Main: Suhrkamp, 1974). [Gesammelte Schriften, Bd. 6.]
- De huidige verhouding tusschen oorlog en vrede, inaugurele rede 28 oktober 1939
- Lachen und Weinen. Eine Untersuchung nach den Grenzen menschlichen Verhaltens (Bern: Francke, 1941. Frankfurt am Main: Fischer, 1970, 4. Auflage). [Gesammelte Schriften, Bd. 7.] Lachen en wenen, Utrecht: Het Spectrum, 1965
- Is er vooruitgang in de wijsbegeerte? (1946). Groningen: Wolters, 1946
- Debat over Duitsland, met Hendrik J. Pos (1947). Amsterdam: Vrij Nederland, 1947
- Zur Anthropologie des Schauspielers (1948).
- Zwischen Philosophie und Gesellschaft. Ausgewählte Abhandlungen und Vorträge. (Bern/München: Francke, 1953. Frankfurt am Main: Suhrkamp, 1979).
- Das Lächeln (1950).
- Die verspätete Nation. Über die politische Verführbarkeit bürgerlichen Geistes (1959, ursprünglich 1935 unter dem Titel: Das Schicksal des deutschen Geistes im Ausgang seiner bürgerlichen Epoche).
- Conditio Humana. In: Propyläen Weltgeschichte. Bd. 1 [Einleitung] (Berlin [usw.]: Propyläen, 1961. Pfullingen: Neske, 1964 [Opuscula 14]. Frankfurt am Main: Suhrkamp: 1976). Hoe de mens bestaan kan: inleiding in de wijsgerige antropologie. Alphen a/d Rijn: Samsom, 1978.
- Die Emanzipation der Macht (1962).
- Diesseits der Utopie. Ausgewählte Beiträge zur Kultursoziologie (Düsseldorf: Diederichs, 1966. Frankfurt am Main: Suhrkamp: 1974).
- Anthropologie der Sinne (1970).
- Philosophische Anthropologie. Lachen und Weinen. Das Lächeln. Hrsg. von Günter Dux (Frankfurt am Main: Fischer, 1970).
- Mit anderen Augen. Aspekte einer philosophischen Anthropologie (Stuttgart: Philipp Reclam jun., 1982; Neuauflage 2009).
- Filosofische wegwijzer: correspondentie met F.J.J. Buytendijk, bezorgd door Henk Struyker Boudier. Zeist: Kerckebosch, 1993